# José Nascimento
José Augusto Moreira do Nascimento (Lisboa, 19 de setembre de 1947) és un cineasta portuguès, que comença la seva activitat en la pràctica del documental cultural i cinema militant utilitzant les tècniques del cinema directe.

## Biografia
Va començar com a director amb pel·lícules per a televisió (Rádio e Televisão de Portugal), signant el 1973 i 1974 els programes Ensaio i Impacto, produïts per João Martins.
Soci fundador de la Cooperativa de Cinema Experimental Cineequipa després de la revolució dels clavells, amb Fernando Matos Silva i João Matos Silva, és responsable d'alguns programes de televisió, com Nome: Mulher i Ver e Pensar. Es va dedicar a la realització de documentals: Caminhos da Liberdade (1974), Aquilino e Mestre Zé (1975). Pela razão que têm (1976), Terra de Pão, Terra de Luta (1977) i Julho no Baixo Alentejo (1978), pel·lícules del cinema militant portuguès, sobre els canvis socials provocats per la revolució, especialment a les zones rurals.
Presentat a Rádio e Televisão de Portugal (RTP), dirigeix amb Augusto M. Seabra el documental sobre la figura de Manoel de Oliveira, per a la sèrie Ecran, en honor a els cinquanta anys d'activitat cinematogràfica d'Oliveira, incloent-hi fragments de les seves obres.
Durant uns anys, va presidir el muntatge cinematogràfic a l'Escola Superior de Teatro e Cinema de Lisboa.
Fa el seu primer llargmetratge el 1986. La pel·lícula Repórter X, té com a personatge principal Reinaldo Ferreira (pare), un famós periodista dels anys 20 i 30.
Realitza altres obres per a televisió, de les quals destaquen les revistes de cinema "Ecran" i les revistes d'arts plàstiques TV Artes,
Dirigeix la seva segona pel·lícula Tarde Demais (2000).
És el pare de l'actor Francisco Nascimento.

## Filmografia

### Documentals de ficció
- Bengalas (1974)
- As Mãos (1975)
- Aquilino e Mestre Zé (1975)
- Asas (1976)
- ... pela razão que têm (1975)
- Terra de Pão, Terra de Luta (1976)
- Viagem (1978)
- Manoel de Oliveira (1980)

### Sèries de televisió
- B i n á r i o (1978)
- Ecran, revista de cinema (1981)
- TV Artes (1992)

### Curtmetratges de ficció
- Glória

### Llargmetratges de ficció
- Repórter X (1986)
- Mar à Vista (1989)
- Tarde Demais (2000)
- Hora da Morte (2002)
- Relâmpago (2003)
- T2QUARTOANDAR (2004)
- Lobos (2006)
- Agosto (1988)